# Egipski system liczbowy
Starożytne cyfry egipskie były używane w Egipcie aż do wczesnych lat pierwszego tysiąclecia naszej ery. Był to system dziesiętny, często zaokrąglany w górę, zapisywany przy użyciu hieroglifów. System zapisu przez hieratykę wymuszał skończony zapis liczb.

## Cyfry i liczby
Następujące hieroglify były używane do oznaczania potęgi dziesiątki:
| Z1 |

| Z1 |

| V20 |

| V20 |

| V1 |

| V1 |

| M12 |

| M12 |

| D50 |

| D50 |

| I8 |

| I8 |

| I7 |

| I7 |

| C11 |

| C11 |

Wielokrotności tych wartości były wyrażane przez powtórzenie symbolu wymaganą liczbę razy. Na przykład rzeźba w kamieniu z Karnak ukazuje liczbę 4622 jako
| M12 | M12 | M12 | M12 |

| V1 · V1 · V1 · V1 · V1 · V1 |

| V20 | V20 | Z1 | Z1 |

| M12 | M12 | M12 | M12 |

| V1 · V1 · V1 · V1 · V1 · V1 |

| V20 | V20 | Z1 | Z1 |

Liczby egipskie mogą być zapisywane w obu kierunkach (a nawet pionowo). Powyższy przykład jest zapisany od lewej do prawej i od góry do dołu.

## Ułamki
zobacz ułamek egipski
Liczby wymierne można wyrażać jedynie jako sumę ułamków z licznikiem równym 1, tzn. sumę odwrotności dodatnich liczb całkowitych, z wyjątkiem 2/3 i 3/4.
Hieroglif oznaczający ułamek wyglądał jak „usta”, co oznaczało „część”:
| D21 |

| D21 |

Ułamki zapisywano za pomocą tego operatora umieszczanego nad liczbą oznaczały domniemany licznik 1 i dodatni mianownik poniżej. Wobec czego 1/3 zapisywano jako:
| D21 · Z1 · Z1 · Z1 |

| D21 · Z1 · Z1 · Z1 |

Ponadto istniały także oddzielne symbole dla 1/2, 2/3 (często używany) i 3/4 (używany rzadziej):
| Aa13 |

| Aa13 |

| D22 |

| D22 |

| D23 |

| D23 |

Jeśli mianownik stawał się zbyt duży, „usta” były umieszczane tylko nad początkiem „mianownika”:
| D21 · V1 · V1 · V1 | V20 · V20 · V20 · Z1 |

| D21 · V1 · V1 · V1 | V20 · V20 · V20 · Z1 |

## Dodawanie i odejmowanie
Jako plus i minus używano hieroglifów:
| D54 |

| D54 |

| D55 |

| D55 |

Jeśli stopy skierowane były zgodnie z kierunkiem pisania, to oznaczało dodawanie, w przeciwnym razie odejmowanie.

## Zapis słownie
Tak jak w większości nowożytnych języków, w starożytnym języku egipskim liczby można było zapisywać fonetycznie, tak jak obecnie można zapisać trzydzieści zamiast „30” w języku polskim. Trzydzieści na przykład zapisywano jako:
| Aa15 · D36 | D58 |

| Aa15 · D36 | D58 |

podczas gdy liczba 30 jako
| V20 | V20 | V20 |

| V20 | V20 | V20 |

Nie było to jednak powszechne dla liczb innych niż jeden i dwa. W pozostałych przypadkach stosowano zapis liczbowy.

## Egipskie liczebniki
Poniższa tabelka zawiera zrekonstruowane formy liczebników (oznaczone poprzedzającą gwiazdką), następnie transliterację hieroglifów do ich zapisania, a na końcu ich koptyjski odpowiednik, który dał pewne wskazówki co do ich oryginalnej wokalizacji. Duża litera A w niektórych zrekonstruowanych formach oznacza, że jakość rekonstrukcji pozostaje niepewna:
| Egipska transliteracja                                                 | Polskie tłumaczenie | Koptyjski (dialekt Sahidic) |
| ---------------------------------------------------------------------- | ------------------- | --------------------------- |
| *wiʻyaw ‹ wꜥ.w (masc.) *wiʻīyat ‹ wꜥ.t (fem.)                          | jeden               | oua (masc.) ouei (fem.)     |
| *sínway ‹ sn.wy (masc.) *síntay ‹ sn.ty (fem.)                         | dwa                 | snau (masc.) snte (fem.)    |
| *ḫámtaw ‹ ḫmt.w (masc.) *ḫámtat ‹ ḫmt.t (fem.)                         | trzy                | šomnt (masc.) šomte (fem.)  |
| *yAfdáw ‹ ỉfd.w (masc.) *yAfdát ‹ ỉfd.t (fem.)                         | cztery              | ftoou (masc.) ftoe (fem.)   |
| *dīyaw ‹ dỉ.w (masc.) *dīyat ‹ dỉ.t (fem.)                             | pięć                | tiou (masc.) tie (fem.)     |
| *yAssáw ‹ sỉs.w or ỉs.w (?) (masc.) *yAssát ‹ sỉs.t or ỉs.t (?) (fem.) | sześć               | soou (masc.) soe (fem.)     |
| *sáfḫaw ‹ sfḫ.w (masc.) *sáfḫat ‹ sfḫt (fem.)                          | siedem              | šašf(masc.) šašfe (fem.)    |
| *ḫAmānaw ‹ ḫmnw (masc.) *ḫAmānat ‹ ḫmnt (fem.)                         | osiem               | šmoun (masc.) šmoune (fem.) |
| *pAsīḏaw ‹ psḏw (masc.) *pAsīḏat ‹ psḏt (fem.)                         | dziewięć            | psis (masc.) psite (fem.)   |
| *mūḏaw ‹ mḏw (masc.) *mūḏat ‹ mḏt (fem.)                               | dziesięć            | mēt (masc.) mēte (fem.)     |
| *ḏubāʻatay ‹ ḏbꜥ.ty                                                    | dwadzieścia         | jōt (masc.) jōti (fem.)     |
| *máʻbAʼ ‹ mꜥbꜣ (masc.) *máʻbAʼat ‹ mꜥbꜣ.t (fem.)                       | trzydzieści         | maab (masc.) maabe (fem.)   |
| *ḥAmí (?) ‹ ḥm.w (masc.)                                               | czterdzieści        | xme                         |
| *díywu ‹ dy.w                                                          | pięćdziesiąt        | taeiou                      |
| *yAssáwyu ‹ sỉsy.w lub ỉswy.w (?)                                      | sześćdziesiąt       | se                          |
| *safḫáwyu ‹ sfḫy.w (masc.)                                             | siedemdziesiąt      | šfe                         |
| *ḫamanáwyu ‹ ḫmny.w (masc.)                                            | osiemdziesiąt       | xmene                       |
| *pAsiḏawyu ‹ psḏy.w (masc.)                                            | dziewięćdziesiąt    | pstaiou                     |
| *šáwat ‹ š.t                                                           | sto                 | še                          |
| *šūtay ‹ š.ty                                                          | dwieście            | šēt                         |
| *ḫaʼ ‹ ḫꜣ                                                              | tysiąc              | šo                          |
| *ḏubaʻ ‹ ḏbꜣ                                                           | dziesięć tysięcy    | tba                         |
| ‹ hfn                                                                  | sto tysięcy         |                             |
| *ḥaḥ ‹ ḥḥ                                                              | milion (mnóstwo)    |                             |